# Yemen TV
Yemen TV es uno de los tres canales de televisión estatales de Yemen. Inició transmisiones el 24 de septiembre de 1975, en Saná, capital de Yemen del Norte. A raíz de la unificación, ocurrida en 1990, pasó a ser la televisión nacional del país.
Yemen TV muestra una selección de programas de Yemen TV1 y Yemen TV2, los dos canales públicos de transmisión a través de ondas hertzianas. El formato general de la cadena emite las 24 horas, difunde muchas series en árabe, documentales, boletines de noticias, dibujos animados, programas religiosos, de variedad y programas específicos en ciertas profesiones (militares, policía, fuerzas de seguridad). Las acciones de la jefatura del Estado reciben una amplia cobertura, así como los principales acontecimientos (visitas oficiales, desfiles y ceremonias militares).
A raíz de la guerra civil yemení, el canal se dividió en dos facciones: una leal a los Hutíes y otra leal al gobierno de Abd Rabbuh Mansur al-Hadi.

## Sitios web
- http://yemen-tv.net/index.php